# Wenzel Jamnitzer
Wenzel Jamnitzer, né à Vienne en 1507 ou 1508 et mort le 19 décembre 1585, est un orfèvre et graveur maniériste allemand, surtout actif à Nuremberg.

## Carrière
Il est issu d'une famille d'orfèvres originaire de Moravie connue sous différentes graphies (Jamnitzer, Jemniczer, Gemniczer ou Jamitzer), dont le savoir-faire remontait déjà à plus de 160 ans.
Les sources indiquent qu'il fut le plus célèbre orfèvre de son temps, employé par tous les empereurs allemands contemporains. Il inventa une machine à appliquer les ornements.
Jamnitzer de Vienne accéda en 1534 au titre de Maître et s'établit à Nuremberg. Il y épousa dans l'année Anna Braunreuchin, qui lui donnera 11 enfants, dont trois : Hans, Abraham et Venceslas, seront orfèvres à leur tour. Il employait dans son atelier de la Zisselgasse (au n°17 de l'actuelle rue Albrecht-Dürer) ses enfants comme ses gendres : Martin Holweck, Hans Straub et Valentin Maler. Aiguières comme ornements funéraires, Jamnitzer y déployait un art consommé dans le dessin des formes. Il s'est détourné des motifs gothiques traditionnels pour embrasser le style italien de la Renaissance : il fabrique des vases et des coffrets à bijoux incorporant dans le métal des gemmes, coquillages, coraux, coquilles, etc. La reproduction de plantes et de miniatures animales devint sa marque de fabrique. Il est nommé graveur des monnaies de la ville en 1543 puis directeur de la Monnaie de Nuremberg en 1552. Son art était si renommé que les empereurs Charles Quint, Ferdinand Ier, Maximilien II et Rodolphe II reconduisirent sans discontinuer sa charge d'orfèvre de la Cour.
Jamnitzer s'essaya aussi à l’ornementation des globes célestes, tel celui coulé en 1566 sur les instructions de Johann Richter.

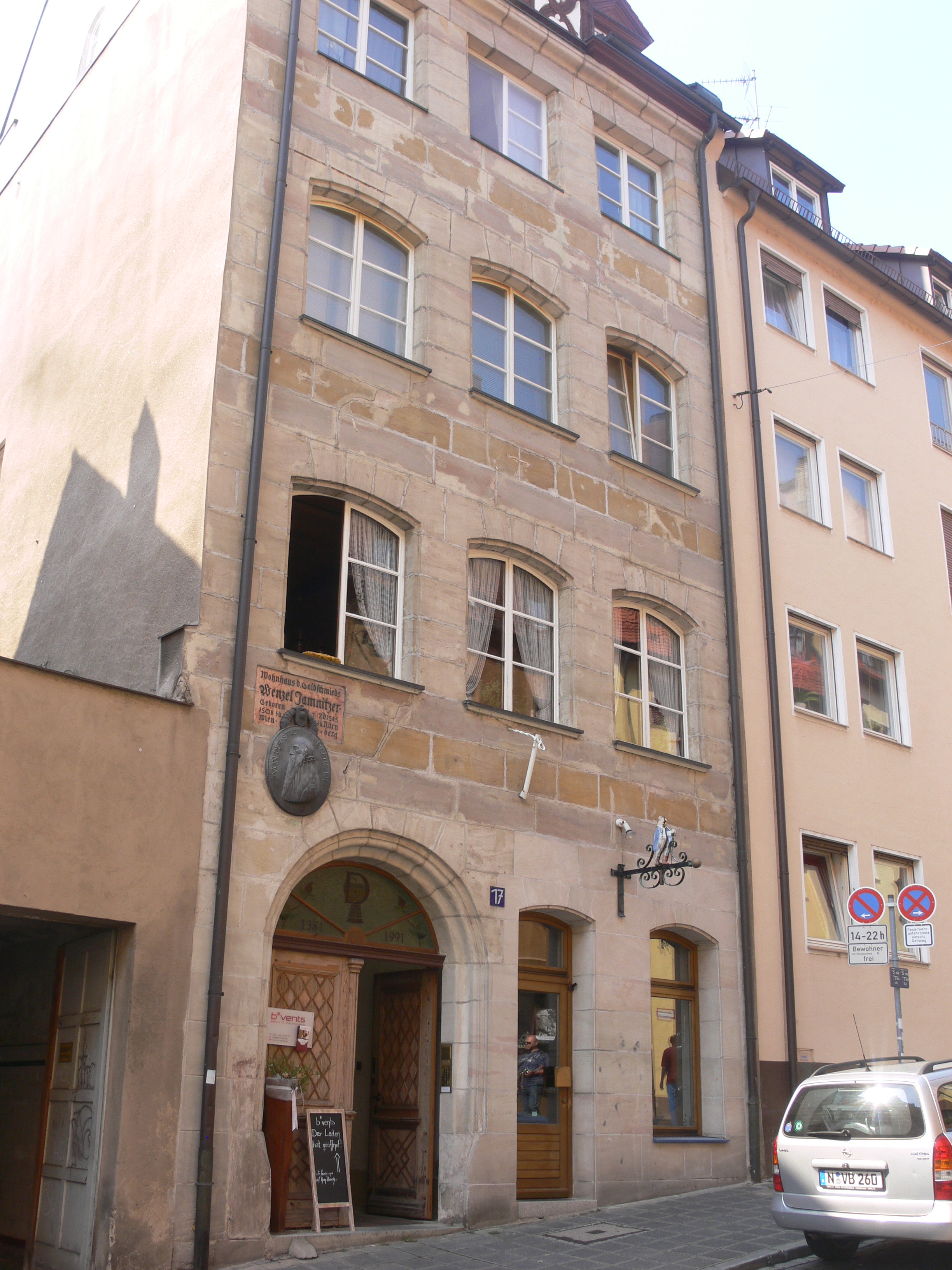
Sa maison à Nuremberg

Ayant réalisé des études scientifiques pour améliorer les connaissances techniques de sa guilde, il a publié un recueil de planches, Perspectiva Corporum Regularium (Perspective des solides réguliers) en 1568, célèbre pour ses illustrations gravées de polyèdres.
À partir de 1573, il est le représentant des orfèvres au conseil municipal. De 1571 à 1576, il travaille avec le sculpteur Johan Gregor van der Schardt.
Son fils Hans Jamnitzer (1539-1603) et son petit-fils Christof Jamnitzer (1563-1618) ont poursuivi son travail.
On peut voir des exemplaires de ses œuvres à Vienne, au Louvre, et au Victoria and Albert Museum à Londres et ailleurs. Plusieurs de ses œuvres ont probablement été fondues au cours de la guerre de Trente Ans.

## Quelques œuvres existant encore

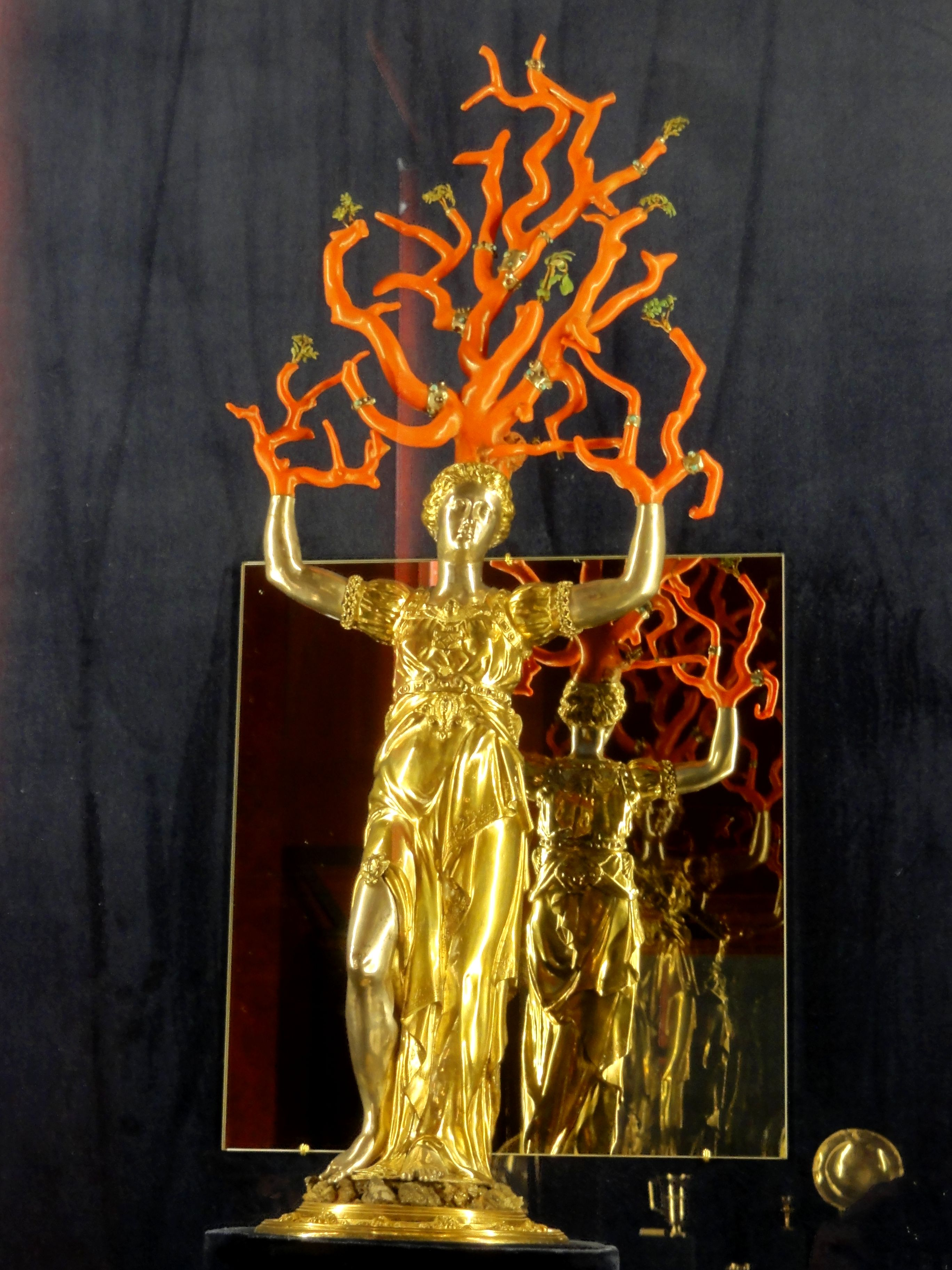
Statuette de Daphné, Nuremberg, vers 1550 - actuellement situé au musée national de la Renaissance.
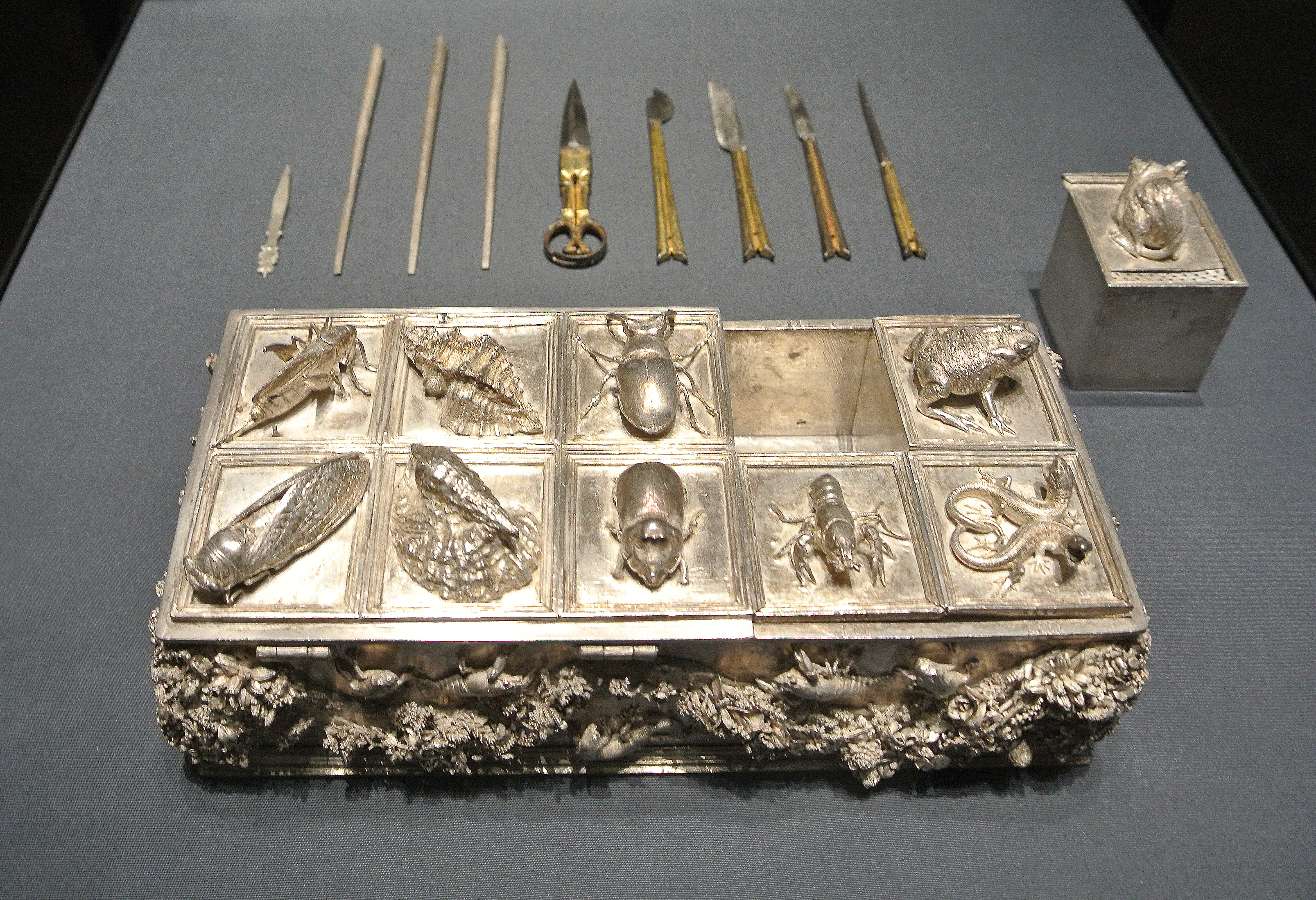
Coffret d'argent avec nécessaire d'écriture, commande de la maison de Habsbourg.